# Guanosine
Guanosine is een ribonucleoside die is opgebouwd uit guanine en ribose (een pentose). Het maakt deel uit van het monomeer guanosinemonofosfaat, waaruit DNA en RNA zijn opgebouwd. De binding tussen guanine en ribose wordt een β-N9-glycosidische binding genoemd.
Wanneer guanine vastzit aan desoxyribose in plaats van ribose, wordt het geheel desoxyguanosine genoemd.
De structuur van guanosine is erg vergelijkbaar met die van het geneesmiddel aciclovir, dat gebruikt wordt om herpes te behandelen.

## CAP-structuur
De gemethyleerde vorm van guanosine (7-methylguanosine) is een belangrijke protagonist tijdens de RNA-processing. Een groep van enzymen plaatst na de transcriptie aan het 5'-uiteinde van het primair RNA-transcript een zogenaamde CAP-structuur, die is opgebouwd uit 7-methylguanosine. Deze structuur beschermt als het ware het uiteinde van het mRNA, zodat het minder gevoelig is voor RNAsen, enzymen die het RNA afbreken. Verder speelt het 7-methylguanosine een rol bij het transport van mRNA naar het cytoplasma en bij de translatie.